# Phylloscopus floresianus
Phylloscopus floresianus (вівчарик флореський) — вид горобцеподібних птахів родини вівчарикових (Phylloscopidae). Ендемік Індонезії. Раніше вважався конспецифічним з білогорлим вівчариком, однак був визнаний окремим видом у 2022 році.

## Поширення і екологія
Флореські вівчарики є ендеміками острова Флорес. Вони живуть у вологих гірських тропічних лісах, зокрема в казуаринових лісах, а також в чагарникових заростях. Зустрічаються поодинці або парами, на висоті від 1000 до 2400 м над рівнем моря. Іноді приєднуються до змішаних зграй птахів. Живляться комахами та іншими дрібними безхребетними. 